# Aynho
Aynho is een civil parish in het bestuurlijke gebied South Northamptonshire, in het Engelse graafschap Northamptonshire met 651 inwoners.
De beroemde wiskundige Mary Cartwright werd geboren in Aynho, maar moest daar vertrekken voor haar middelbare schoolopleiding.